# Корнилов, Валерий Александрович
Валерий Александрович Корнилов (род. 6 марта 1964, Горький) — российский политический деятель, депутат Государственной думы пятого созыва (2007—2011).

## Биография
Служил в армии. Был водителем, слесарем. В 1987 году работал на Горьковском автозаводе вагранщиком литейного цеха. В 2004 году был признан лучшим работником ОАО «ГАЗ».

### Депутат госдумы
В 2007 году был избран депутатом Государственной Думы ФС РФ пятого созыва в составе федерального списка кандидатов, выдвинутого Всероссийской политической партией «Единая Россия». 13 декабря 2010 года сложил полномочия депутата по семейный обстоятельствам (впервые в истории российского парламента)